# 7214 Anticlus
7214 Anticlus è un asteroide troiano di Giove del campo greco. Scoperto nel 1973, presenta un'orbita caratterizzata da un semiasse maggiore pari a 5,1776228 UA e da un'eccentricità di 0,0331443, inclinata di 13,45692° rispetto all'eclittica.
L'asteroide era stato inizialmente battezzato 7214 Antielus per poi essere corretto nella denominazione attuale.
L'asteroide è dedicato ad Anticlo, guerriero greco che viene zittito da Ulisse mentre sta per parlare all'interno del cavallo di Troia.